# فرودگاه دوری
فرودگاه دوری (به انگلیسی: Dori Airport) یک فرودگاه با کد یاتا DOR است . این فرودگاه در کشور بورکینافاسو قرار دارد .